# دوشان ميلادينوفيتش
دوشان ميلادينوفيتش هو لاعب كرة قدم صربي في مركز الدفاع، ولد في 13 أكتوبر 1990 في Prokuplje ‏ في صربيا. لعب مع جيلييزنيتشار ساراييفو.

## وصلات خارجية
- دوشان ميلادينوفيتش على موقع قاعدة بيانات كرة القدم.إي يو (الإنجليزية)
- دوشان ميلادينوفيتش على موقع Soccerway.com (الإنجليزية)
- دوشان ميلادينوفيتش على موقع عالم كرة القدم.نت (الإنجليزية)